# Saint-Vitte
Saint-Vitte település Franciaországban, Cher megyében. Lakosainak száma 121 fő (2022. január 1.). Saint-Vitte Saint-Désiré, Vallon-en-Sully, Épineuil-le-Fleuriel, Vesdun és Chazemais községekkel határos.

## Népesség
A település népessége az elmúlt években az alábbi módon változott:
| Lakosok száma | 244  | 176  | 138  | 138  | 131  | 134  | 131  | 128  | 127  | 121  |
|               | 1968 | 1982 | 1990 | 2006 | 2013 | 2015 | 2017 | 2019 | 2020 | 2022 |